# Pallanuoto Trieste 2015-2016

## Rosa
| N° |                    | Ruolo | Giocatore                  |
| -- | ------------------ | ----- | -------------------------- |
|    | Croazia (bandiera) | P     | Egon Jurišić               |
|    | Italia (bandiera)  | P     | Giovanni Vannella          |
|    | Italia (bandiera)  | D     | Danjel Podgornik           |
|    | Italia (bandiera)  | D     | Michele Mezzarobba         |
|    | Brasile (bandiera) | D     | Henriques Vicente Berlanga |
|    | Italia (bandiera)  | D     | Niccolò Rocchi             |
|    | Croazia (bandiera) | A     | Marko Elez                 |
|    | Italia (bandiera)  | A     | Ray Petronio               |

| N° |                                 | Ruolo | Giocatore                    |
| -- | ------------------------------- | ----- | ---------------------------- |
|    | Italia (bandiera)               | A     | Jacopo Giacomini             |
|    | Italia (bandiera)               | A     | Filippo Ferreccio            |
|    | Italia (bandiera)               | A     | Elia Spadoni                 |
|    | Brasile (bandiera)              | A     | Gustavo De Freitas Guimarães |
|    | Bosnia ed Erzegovina (bandiera) | A     | Amel Turković                |
|    | Italia (bandiera)               | CB    | Aaron Giorgi                 |
|    | Croazia (bandiera)              | CB    | Boris Popović                |

| Allenatore: | Stefano Piccardo |

## Mercato
| Acquisti | Acquisti                     | Acquisti       | Acquisti |
| R.       | Nome                         | da             |          |
| -------- | ---------------------------- | -------------- | -------- |
| CV       | Niccolò Rocchi               | Sori           |          |
| A        | Gustavo De Freitas Guimarães | SESI São Paulo |          |
| A        | Marko Elez                   | Primorje       |          |
| A        | Amel Turković                | Tergeste PN    |          |

| Cessioni | Cessioni | Cessioni | Cessioni |
| R.       | Nome     | a        |          |
| -------- | -------- | -------- | -------- |

## Risultati

### Serie A1

#### Girone di andata
| Arbitri: | Fabio Collantoni Stefano Riccitelli |

|                                   |           |                          |
| Ravina: 5 Di Somma: 4 Guidaldi: 1 | Marcatori | 1: Elez, Popović, Rocchi |

| Arbitri: | Mario Bianchi Marco Piano |

|                               |           |                                                                  |
| Guimarães: 2 Popović, Elez: 1 | Marcatori | 2: Klikovac, Gallo, Saccoia 1: Cuccovillo, Marinić Kragić, Dolce |

| Arbitri: | Filippo Gomez Stefano Scappini |

|                                                       |           |                                                                |
| Petković: 4 E. Di Somma, Mirarchi: 2 Bini, Deserti: 1 | Marcatori | 3: Guimarães 2: Elez 1: Berlanga, Ferreccio, Petronio, Popović |

| Arbitri: | Attilio Paoletti Roberto Petronilli |

|                                                   |           |                                                                     |
| Petronio: 4 Elez: 3 Guimarães, Popović, Rocchi: 1 | Marcatori | 2: Baraldi, Buonocore, Di Costanzo, Migliaccio, Velotto 1: Brguljan |

| Arbitri: | Luca Castagnola Massimo Savarese |

|                                                              |           |                                                     |
| Camilleri: 5 Di Luciano, Danilović: 2 Abela, Lisi, Ivović: 1 | Marcatori | 6: Petronio 4: Guimarães 1: Giorgi, Popović, Rocchi |

| Arbitri: | Stefano Alfi Bruno Navarra |

|                                                                      |           |                                                   |
| Petronio: 3 Popović, Rocchi: 2 Giorgi, Giacomini, Elez, Guimarães: 1 | Marcatori | 6: Astarita 1: Generini, Panerai, Vasić, G. Oneto |

| Arbitri: | Giuseppe Fusco Filippo Gomez |

|                                                            |           |                                                     |
| Alesiani: 4 Milaković: 3 Mistrangelo, Sadovyy: 2 Cesini: 1 | Marcatori | 4: Petronio 3: Elez 2: Guimarães 1: Popović, Rocchi |

| Arbitri: | Daniele Bianco Luca Bianco |

|                                                    |           |                                               |
| Petronio: 2 Giorgi, Rocchi, Berlanga, Guimarães: 1 | Marcatori | 2: Mandolini 1: Crivella, B. Oneto, Carchiolo |

| Arbitri: | Fabio Collantoni Antonio Pascucci |

|                                             |           |                                                                |
| Giorgi, Popović, Rocchi, Elez, Guimarães: 1 | Marcatori | 3: Molina 1: Ranđelović, Rizzo, Damonte, Nora, Bertoli, Ubović |

| Arbitri: | Stefano Riccitelli Stefano Scappini |

|                                                                            |           |                                                    |
| S. Luongo: 5 Pérez, Valentino: 2 Korolija, Lanzoni, Marziali, M. Luongo: 1 | Marcatori | 5: Elez 1: Petronio, Giacomini, Popović, Guimarães |

| Arbitri: | Massimo Calabrò Antonio Guarracino |

|                    |           |                                            |
| Podgornik, Elez: 1 | Marcatori | 4: Mandić 3: Aicardi 2: Sukno 1: Giorgetti |

| Arbitri: | Raffaele Colombo Marco Ercoli |

|                                           |           |                              |
| Mugnaini: 2 Ferrero, Brlečić, Ivosević: 1 | Marcatori | 2: Petronio, Elez, Guimarães |

| Arbitri: | Stefano Pinato Massimo Savarese |

|                                                                      |           |                                             |
| Rocchi: 4 Petronio, Elez: 2 Podgornik, Giorgi, Giacomini, Popović: 1 | Marcatori | 2: Cannella 1: Colosimo, Di Rocco, Leporale |

#### Girone di ritorno
| Arbitri: | Mario Bianchi Gianluca Centineo |

|                  |           |                                                       |
| Popović, Elez: 3 | Marcatori | 2: De Trane 1: Di Somma, Guidaldi, Ravina, Gambacorta |

| Arbitri: | Daniele Bianco Alberto Rovida |

|                                                         |           |                                                      |
| Saccoia: 4 Klikovac, Gallo, Bušlje: 2 Renzuto Iodice: 1 | Marcatori | 3: Popović, Guimarães 2: Elez 1: Petronio, Ferreccio |

| Arbitri: | Marco Piano Stefano Scappini |

|                                              |           |                                                                        |
| Popović: 2 Petronio, Giacomini, Guimarães: 1 | Marcatori | 4: Petković 2: Di Somma, Jelača, Mirarchi, Deserti 1: Brambilla, Razzi |

| Arbitri: | Stefano Ricciotti Massimo Savarese |

|                                                                      |           |                                                 |
| Brguljan: 3 Mattiello: 2 Buonocore, Di Costanzo, Baviera, Velotto: 1 | Marcatori | 2: Petronio, Popović 1: Ferreccio, Rocchi, Elez |

| Arbitri: | Leonardo Ceccarelli Alessandro Severo |

|                                                                         |           |                                                              |
| Guimarães: 3 Rocchi: 2 Petronio, Ferreccio, Giacomini, Popović, Elez: 1 | Marcatori | 2: Camilleri 1: Abela, Di Luciano, Ivović, Rotondo, Casasola |

| Arbitri: | Daniele Bianco Fabio Brasiliano |

|                                                   |           |                                                             |
| Astarita: 2 Dani, Panerai, Vasić, Bruni, Gobbi: 1 | Marcatori | 5: Elez 2: Popović, Rocchi, Guimarães 1: Petronio, Berlanga |

| Arbitri: | Massimiliano Caputi Giovanni Lo Dico |

|                                        |           |                                                        |
| Guimarães: 4 Petronio, Giorgi, Elez: 1 | Marcatori | 2: Pesenti, Sadovyy 1: Colombo, Mistrangelo, Milaković |

| Arbitri: | Daniele Bianco Raffaele Colombo |

|                                                                            |           |                                                                       |
| Bezić, B. Oneto: 2 Crivella, Carchiolo, Spinelli, Calcaterra, Del Basso: 1 | Marcatori | 3: Petronio, Giorgi 2: Elez 1: Ferreccio, Popović, Rocchi, Mezzarobba |

| Arbitri: | Massimo Savarese Stefano Scappini |

|                                             |           |           |
| Presciutti, Molina, Ubović: 2 Ranđelović: 1 | Marcatori | 1: Giorgi |

| Arbitri: | Fabio Brasiliano Luca Castagnola |

|                                                        |           |                                                      |
| Guimarães: 4 Popović, Rocchi: 2 Giacomini, Berlanga: 1 | Marcatori | 2: Rossi, Valentino, M. Luongo 1: Lanzoni, S. Luongo |

| Arbitri: | Antonio Pascucci Andrea Zedda |

|                                                                          |           |            |
| Di Fulvio, Ivović: 2 Mandić, Fondelli, Sukno, Giacoppo, Figari, Gitto: 1 | Marcatori | 1: Popović |

| Arbitri: | Arnaldo Petronilli Alessandro Severo |

|                                                                                        |           |                                       |
| Popović, Elez, Mezzarobba: 2 Petronio, Ferreccio, Giorgi, Rocchi, Berlanga, Spadoni: 1 | Marcatori | 2: Manzi 1: Ferrero, Gandini, Viacava |

## Statistiche

### Statistiche di squadra
- Statistiche aggiornate al 14 maggio 2016.

| Competizione | Punti | In casa | In casa | In casa | In casa | In casa | In casa | In trasferta | In trasferta | In trasferta | In trasferta | In trasferta | In trasferta | Neutro | Neutro | Neutro | Neutro | Neutro | Neutro | Totale | Totale | Totale | Totale | Totale | Totale | DR  |
| Competizione | Punti | G       | V       | N       | P       | Gf      | Gs      | G            | V            | N            | P            | Gf           | Gs           | G      | V      | N      | P      | Gf     | Gs     | G      | V      | N      | P      | Gf     | Gs     | DR  |
| ------------ | ----- | ------- | ------- | ------- | ------- | ------- | ------- | ------------ | ------------ | ------------ | ------------ | ------------ | ------------ | ------ | ------ | ------ | ------ | ------ | ------ | ------ | ------ | ------ | ------ | ------ | ------ | --- |
| Serie A1     | 32    | 13      | 5       | 2       | 5       | 113     | 118     | 12           | 4            | 0            | 8            | 82           | 103          | 0      | 0      | 0      | 0      | 0      | 0      | 25     | 10     | 2      | 13     | 195    | 221    | -26 |
| Totale       | -     | 13      | 5       | 2       | 5       | 113     | 118     | 12           | 4            | 0            | 8            | 82           | 103          | 0      | 0      | 0      | 0      | 0      | 0      | 25     | 10     | 2      | 13     | 195    | 221    | -26 |

### Classifica marcatori
| Tot. | Giocatore                    | A1 |
| ---- | ---------------------------- | -- |
| 39   | Marko Elez                   | 39 |
| 36   | Ray Petronio                 | 36 |
| 35   | Gustavo de Freitas Guimarães | 35 |
| 30   | Boris Popović                | 30 |
| 21   | Niccolò Rocchi               | 21 |
| 11   | Aaron Giorgi                 | 11 |
| 6    | Jacopo Giacomini             | 6  |
| 6    | Filippo Ferreccio            | 6  |
| 5    | Henriques Vicente Berlanga   | 5  |
| 3    | Michele Mezzarobba           | 3  |
| 2    | Danjel Podgornik             | 2  |
| 1    | Elia Spadoni                 | 1  |